# Åldringsbrott
Åldringsbrott eller Brott mot äldre är ett brott i Sverige där någon utnyttjar en äldre persons utsatthet för att stjäla pengar eller värdesaker. Åldringsbrott är inte någon egentlig officiell benämning men används av både media, av polisen och rapporter av myndigheten BRÅ för att beskriva brottstypen. Ibland omfattas begreppet även av andra brott där äldre är särskilt utsatta, som bedrägerier och institutionsvåld eller vanvård, men även sexualbrott och misshandel i nära relationer, men dessa förknippas inte lika starkt med begreppet åldringsbrott. I BRÅ:s klassificering används beteckningen 0858 Äldre/funktionsnedsatt. Ofta anges åldern 65 år som gräns, även i internationella sammanhang, men förövaren ska också ha utnyttjat en försvagning som uppstått på grund av ålder, vilket gör bedömningen mer subjektiv.

## Typiska tillvägagångssätt
Vanligast förekommer tre sätt: gärningsmannen lurar sig in bostaden, lurar sig till förtroende för att begå bedrägeri och fickstölder.
Brotten kan ske i form av att en gärningsmannen lurar sig in i offrets bostad under förevändning om att komma från hemtjänsten, för att be om ett glas vatten eller en hantverkare. Gärningsmannen kan då stjälas smycken och kontanter, antingen själv eller genom att släppa in andra personer och distrahera offret. Brotten kallas stöld utan inbrott.
Även aggressiv försäljning av varor och tjänster genmomförs, och bluffakturor. Dessa kan ske både vid dörr och via telefon. När de görs vid dörren kan det även vara ett sätt att få tillträde till hemmet för att genomföra stöld utan inbrott.
Andra gärningsmän följer efter äldre från butik, antingen för att de sett större summor pengar hos brottsoffret vid betalning eller för att följa med till bankomat och försöka uppfatta kotets kod. Därefter tillskansar sig gärningsmannen offrets plånbok eller handväska.

## Polisiära insatser och gärningsmän
Många av offren skäms över att ha blivit bedragna och gör därför inte någon anmälan, vilket innebär att det finns ett mörkertal över antalet drabbade. Polisen i Sverige inrättade år 2009 en grupp, Circagruppen, som arbetar med att lagföra åldringsbrott. År 2016 hade 1381 ärenden har lett till att 195 personer dömts till sammanlagt 342 års fängelse. Av de som dömts var 87% utländska medborgare. Enligt polisuppgifter år 2019 är cirka 30 till 40 ligor som inriktar sig på stölder från äldre verksamma i Sverige. Det finns inhemska ligor, men de flesta är internationella och gör stöldturnéer i Sverige och övriga centraleuropa. Över hälften av ligorna har kommit från Bulgarien och Rumänien. Circagruppen samarbetar internationellt och gripanden sker ofta utanför Sverige. En viktig del i deras arbete är att komma åt brottsvinsterna.